# District de Hōsu
Le district de Hōsu (鳳珠郡, Hōsu-gun) est un district de la préfecture d'Ishikawa au Japon.
Au 1er juin 2019, sa population était de 23 882 habitants pour une superficie de 456,7 km2.

## Communes du district
- Anamizu
- Noto